# Église Saint-Henri des Anses-d'Arlet
Pour les articles homonymes, voir Église Saint-Henri.
L'église Saint-Henri des Anses-d'Arlet ou église Sainte-Hyacinthe est une église catholique située aux Anses-d'Arlet, en Martinique.

## Localisation
L'église est située au bourg, en bordure de mer dans l'alignement exact du ponton de la plage de l'Anse d'Arlet. 

## Histoire
La première église a été construite dans la seconde moitié du XVIIe siècle. Le premier baptême date de 1671. Elle a été détériorée plusieurs fois par des cyclones et reconstruite dans des styles différents.
Les vitraux ont été réalisés par le maître-verrier L. Tournel en 1975
Le clocher détérioré par une série de cyclones a été reconstruit en 2008.
L'édifice est protégé au titre des monuments historiques (arrêté d'inscription en date du 16 mars 1995).

## Quelques vues de l'église

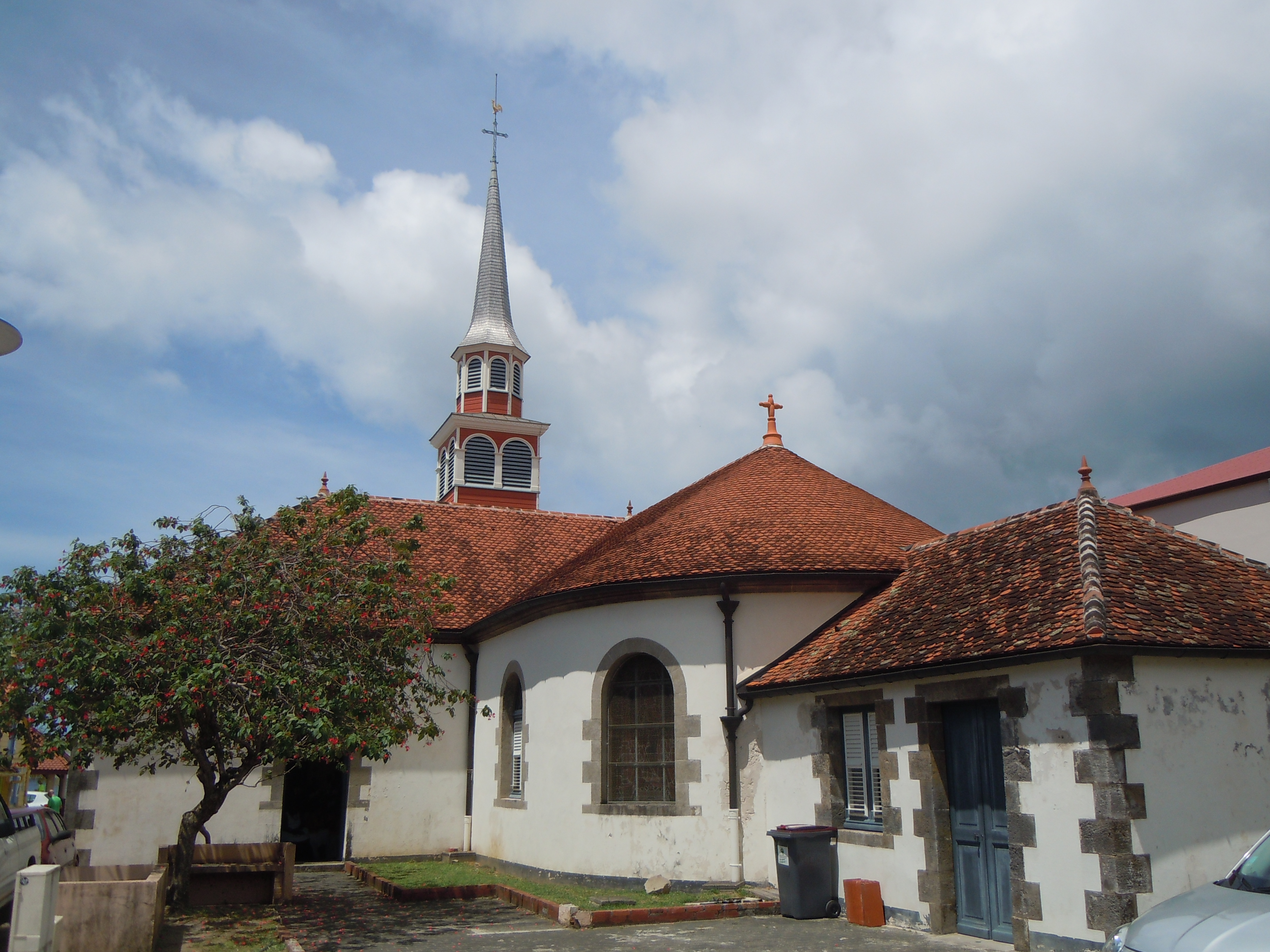
Vue de l'arrière de l'église.
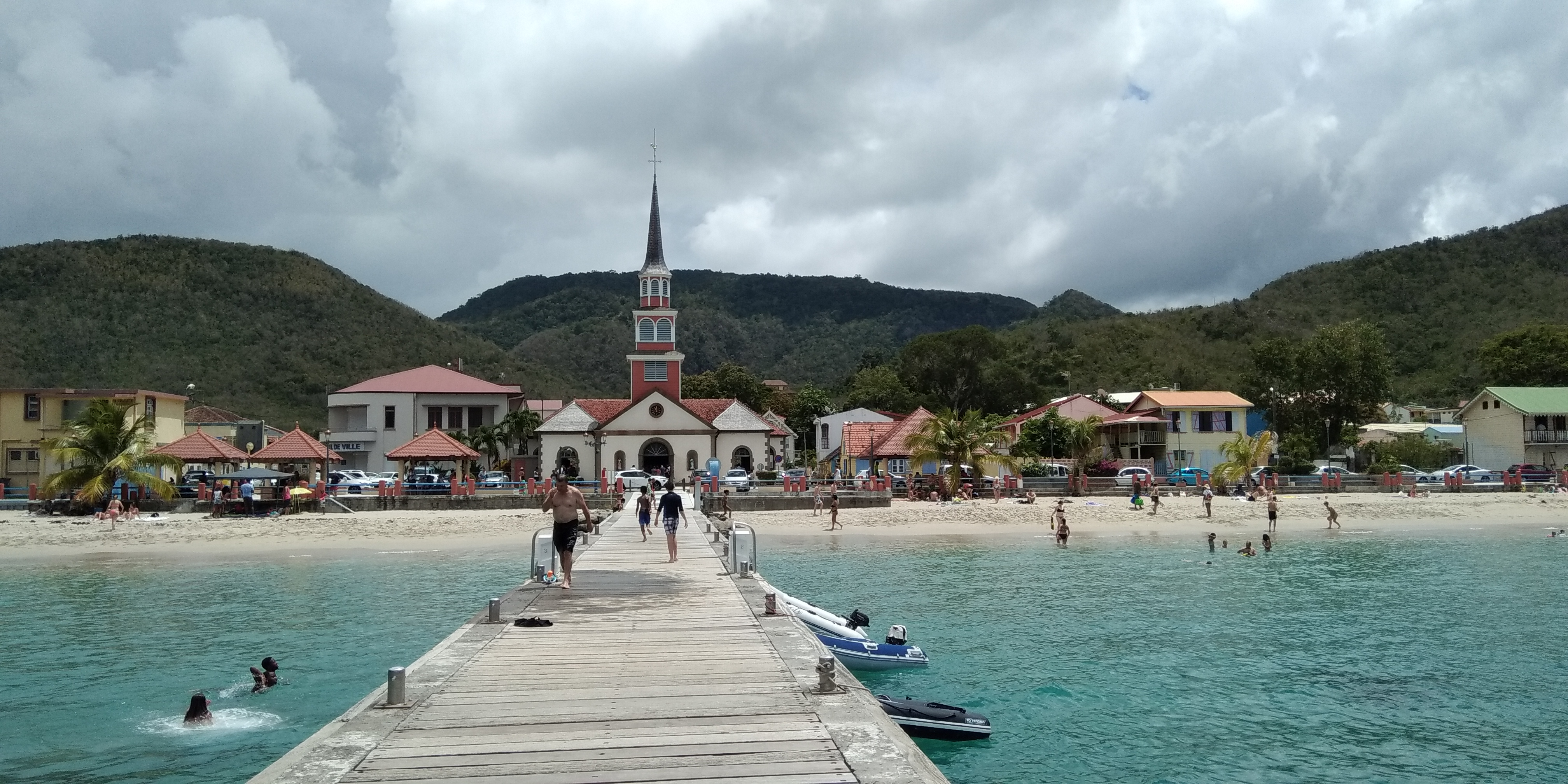
Vue depuis le ponton d'Anse d'Arlet.